# 廃太子
廃太子（はいたいし）は、皇太子、王太子などの皇嗣や最優先王位継承者を廃すること、また廃位された人物を指す語。皇室、王室における廃嫡である。
なお、立太子を経ず儲君が廃された場合や、立太子前に薨御した場合などは廃太子とはいわない。

## 概要
中国三国時代の呉の太子孫和の例など、宮廷闘争や政争の結果として発生することが多いが、対象者が実際に皇位・王位継承者として不適格であるがゆえに緊急避難的措置として行われる場合もしばしば存在する。
不適格の例としては一般的な廃嫡と同じく、上記とも関連してくるが、ロマノフ王朝のピョートル1世とアレクセイ・ペトロヴィチの例のように父親である皇帝・国王との政治的意見の対立、粗暴・淫乱など人格・素行的な欠陥（素行不良）などである。健康上の理由、病弱も廃太子の理由となりうる。本人の素行や健康に問題がなくとも、後継者たる子、特に男子がないこと、婚姻問題やそれに付随して発生する諸問題も廃太子の原因となりうる。古代中国の前漢時代には、妃の実家の問題を理由に、外戚（呂氏）一族討伐における多大な功績にもかかわらず立太子・即位できなかった皇子も存在する。
太子は一国の君主たる皇帝、国王の後継者であり、周囲に与える影響が絶大であるだけに、通常の名家・貴族の嫡子よりも相当に厳しい基準で判断され、一般の貴族なら容認される程度の不行跡でも廃されるケースがままある。その一方でうかつに実施した場合、後任の太子の人選によっては宮廷内外に大混乱、最悪の場合内乱や国家の分裂を引き起こす可能性があるため、ぎりぎりまで発動されないことも多い。いわば伝家の宝刀であり、その決行は非常に難しい問題といえる。冒頭の孫和の例でも、父である皇帝孫権が孫和の弟の孫覇を寵愛したことから孫和派と孫覇派の抗争が起こり、国家が大混乱に陥ったことから老境に入った孫権が最終手段として廃太子に踏み切ったものである（二宮の変。孫覇も同時に処断され第三の皇子が太子となった）。

## 中国史における廃太子
- 劉栄（前漢の景帝の長男で母は栗姫。皇太子→臨江王）
- 劉彊（後漢の光武帝の長男で母は郭皇后。皇太子→東海王）
- 劉慶（後漢の章帝の三男で母は宋貴人。皇太子→清河王）
- 劉保（後漢の安帝の一人っ子で母は李宮人。皇太子→済陰王→順帝）
- 孫和（呉の大帝の三男で母は王夫人。皇太子→南陽王）
- 司馬遹（西晋の恵帝の長男で母は謝淑妃。皇太子→庶人）
- 司馬覃（西晋の恵帝の相続人。清河王司馬遐の長男。皇太子→清河王→皇太子→清河王→庶人）
- 劉乂（十六国漢の光文帝劉淵の末子。昭武帝劉聡の弟。皇太弟→北部王）
- 石邃（後趙の天王石虎の長男で母は鄭桜桃。皇太子→庶人）
- 元恂（北魏の孝文帝の長男で母は林皇后。皇太子→庶人）
- 高百年（北斉の孝昭帝高演の子で母は元皇后。皇太子→楽陵王）
- 陳胤（陳の後主陳叔宝の長男で母は孫姫。皇太子→呉興王）
- 楊勇（隋の文帝の長男で母は独孤皇后。皇太子→庶人）[1]
- 李承乾（唐の太宗の長男で母は長孫皇后。皇太子→庶人）
- 李忠（唐の高宗の長男で母は劉宮人。皇太子→梁王→庶人）
- 李賢（唐の高宗の六男で母は武皇后。皇太子→庶人）
- 李重潤（唐の中宗の次男で母は韋皇后。皇太子→邵王）
- 李憲（唐の睿宗の長男で母は劉皇后。皇太子→寿春郡王→寧王）
- 李瑛（唐の玄宗の次男で母は趙麗妃。皇太子→庶人）
- 李永（唐の文宗の長男で母は王徳妃。皇太子→廃太子）
- 李徳任（西夏の神宗の長男。皇太子→廃太子）
- 朱見深（明の正統帝の長男で母は周貴妃。景泰帝の甥。皇太子→沂王→皇太子→成化帝）[2]
- 愛新覚羅胤礽（清の康熙帝の次男で母は孝誠仁皇后、皇太子→廃太子→皇太子→廃太子）
- 愛新覚羅溥儁（清の光緒帝の相続人。端郡王載漪の子。皇太子→廃太子）

## 日本史における廃太子

### 歴史
日本における「皇太子」は、概ね飛鳥時代から奈良時代にかけて成立・確立された。
第41代持統天皇の後継者を巡り、天皇位ではなく皇太子位を巡る、史上初の紛争が発生した。その結果、持統天皇11年2月16日（697年3月13日）に持統天皇の孫である珂瑠皇子が立太子され、同年8月1日（697年8月22日）に弱冠15歳で即位し第42代文武天皇となり、史上初の皇太子を経て即位した天皇が誕生したとされる。
第42代文武天皇の子は首皇子しかおらず、文武天皇の実母元明天皇、同母姉元正天皇を経て、元明天皇在世中に立太子された首皇子が第45代聖武天皇として践祚した。しかし、聖武天皇には後継者となるべき男子がおらず、藤原不比等の娘光明皇后との間の皇女であった阿部内親王に譲位した（第46代孝謙天皇）。天平勝宝8歳（756年）、孝謙天皇は聖武上皇の遺詔により、道祖王を立太子した。道祖王は、聖武天皇と同じく天武天皇の子孫、かつ祖母は五百重娘で藤原氏と血縁的な繋がりも深かったが、天皇よりわずかに年長だった。
しかし、道祖王は自身が皇太子に不適格であることを公言した上、男色や機密漏洩等の不行跡があったため、これを理由に史上初めて廃太子された。このことにより、立太子後も皇太子位の廃黜を可能にする段階が到来し、より深刻な権力闘争が起きることとなった。
特に、奈良後期～平安初期の約1世紀の間（第46代孝謙天皇から第54代仁明天皇）に、皇太子の地位を剥奪された「廃太子」が5件（5名）集中的に発生している。ただし、平安時代の高岳親王以降、廃太子となっても幽閉・処刑などの処分は行われておらず、基本的には一般の親王と同じ待遇に降格されるに留まっていた。これは、皇族の身分に対する考え方の変化に伴って廃太子が身分ではなく、特定皇族に起きた現象として捉えられるようなったからと考えられている。
また、南北朝時代にも直仁親王など複数の例が存在し、こちらは政治的な要素もさることながら、軍事的敗北の結果としての要素が強い。
なお、いわゆる旧皇室典範第52条が特権の剥奪等も含めた皇族に関する懲戒を定めており、廃太子も法的に可能であった。

### 事例
- 木梨軽皇子（允恭天皇の皇太子） - 允恭天皇23年（434年?）廃

允恭天皇の第一皇子。同母妹の軽大娘皇女と恋に落ち、タブーである同母兄妹間の恋愛を犯したとして廃太子。伊予国に流罪となり、後を追ってきた軽大娘皇女と共に自害した。
- 億計王（清寧天皇の皇太子） - 清寧天皇5年（484年?）辞（36歳）

去来穂別天皇（履中天皇）の長子である市辺押磐皇子の第二子。父が大泊瀬皇子（のちの雄略天皇）に殺害されると、弟の弘計王と共に逃亡。雄略天皇が崩御すると、その子・清寧天皇に太子と認められて宮中に入る。しかし清寧天皇の崩御後、自ら皇位を辞退し弟に譲った（次期天皇が決定しない間、飯豊青皇女が執政）。通常は「廃太子」には含まない。
- 道祖王（孝謙天皇の皇太子） - 天平勝宝9年（757年）3月29日廃（41歳頃）

天武天皇の皇孫で、新田部親王の子。孝謙の父・聖武天皇の遺詔で皇太子に立てられた。しかし、聖武の喪中に侍童と姦淫したなどの素行不良を孝謙から非難されて廃太子となり、代わって藤原仲麻呂の推す大炊王（後の淳仁天皇）が皇太子に立てられる。後に橘奈良麻呂の乱に連座した疑いで逮捕され、獄死した。
- 他戸親王（光仁天皇の皇太子） - 宝亀3年（772年）5月27日廃（12歳）

光仁の后・井上内親王（聖武天皇皇女）所生の皇子。称徳天皇崩御に際し、聖武皇女を后としていた光仁が即位し、他戸が皇太子に立てられた。しかし井上内親王が夫・光仁へ呪詛した疑いに連座して廃太子となり、母とともに庶人に落とされる。異母兄の山部親王（のちの桓武天皇）が新たに皇太子に立てられた。のち、母と共に変死。
- 早良親王（桓武天皇の皇太子） - 延暦4年（785年）9月28日以降に廃（36歳頃）

桓武の同母弟。桓武の寵臣であった藤原種継の暗殺事件への関与を疑われて、廃太子となった。10余日絶食して無実を訴えるも聞き入れられず、配流先の淡路国に向かう途中で憤死。この背後には、早良に代わり安殿親王（後の平城天皇）を立太子しようとする桓武の企図があったという。後に崇道天皇と追尊された。
- 高岳親王（嵯峨天皇の皇太子） - 大同5年（810年）9月13日廃（20歳）

嵯峨の兄・平城天皇の皇子。平城が関与した薬子の変に伴い、廃太子となる。ただし、公式には嵯峨による大伴親王（後の淳和天皇）を立太子する詔だけが出されて、廃太子の発表は行われなかった。これはその直前に出された薬子の変に関する詔において、平城は唆されたものとして処分の対象にされなかったことによるものと思われる。出家して真如法親王と称し、空海十大弟子の一人となって阿闍梨号を受けた。後に入唐、さらに天竺（インド）を目指すが、その旅の途中で薨去したと伝えられる。
- 恒貞親王（仁明天皇の皇太子） - 承和9年（842年）7月23日廃（18歳）

淳和天皇の第二皇子。母は嵯峨天皇の皇女・正子内親王であり、嵯峨・淳和兄弟のいわば正嫡の立場であり、嵯峨の皇子である仁明の即位に伴って立太子される。権力闘争への関与を嫌ってたびたび辞退したが、嵯峨・仁明に慰留された。しかし承和の変によって廃太子となり、仁明と藤原順子（藤原良房の娘）との間に生まれた道康親王（後の文徳天皇）が新たに皇太子となる。出家した恒貞は上記の真如法親王から灌頂を受けて恒寂法親王と称し、大覚寺を開いた。
- 敦明親王（後一条天皇の皇太子） - 寛仁元年（1017年）8月9日辞（24歳）

三条天皇の皇子。冷泉天皇系（冷泉・花山・三条）と円融天皇系（円融・一条・後一条）との迭立状況の中、父帝が崩御。敦良親王（後の後朱雀天皇）を立太子しようと画策する藤原道長からの圧迫に耐えかねて、自ら皇太子を辞退する。後に「小一条院太上天皇」の尊号を贈られ、太上天皇に准ずる待遇を得た。
- 康仁親王（光厳天皇の皇太子） - 元弘3年（1333年）6月5日廃（14歳）

後二条天皇の皇孫で、邦良親王の子。後醍醐天皇が配流先の隠岐から脱出して京都に戻ると、光厳の廃位に伴って廃太子となった。子孫は木寺宮家となる。
- 成良親王（北朝・光明天皇の皇太子） - 建武3年（1336年）12月23日以降に廃（11歳頃）

後醍醐天皇の皇子。足利尊氏の計らいで皇太子に立てられるが、まもなく後醍醐が京都から吉野に逃れて南北朝の分立が明確になると廃太子となった。
- 直仁親王（北朝・崇光天皇の皇太子） - 観応2年（1351年）11月7日廃（16歳頃）

花園天皇の皇子で、崇光の従叔父。観応の擾乱の激化で、本来北朝を擁護すべき将軍足利尊氏が南朝の後村上天皇に一時降伏し、これを受けて京都を制圧した南朝軍によって光厳・光明・崇光3上皇とともに幽閉され、廃太子となる（正平の一統）。やがて尊氏が再び南朝と対立するようになると、南朝の拠点であった吉野や賀名生へ移される。この間に北朝では後光厳天皇が院不在のまま即位しており、後に還京した崇光と直仁は復位を主張するも拒絶されて出家した。
- 惟成親王？（南朝・後亀山天皇の皇太子） - 元中9年（1392年）閏10月5日退（39歳頃）

後村上天皇の皇子で、後亀山の皇弟。諱については諸説ある。後亀山が将軍足利義満の提示した講和条件を受諾し（明徳の和約）、北朝・後小松天皇に譲位したことに伴い、東宮位を退いた。これは、条件の一である両統迭立（南朝と北朝とが交互に皇位を継承すること）を期しての「退位」であったが、結局室町幕府がこの条件を守ることはなかったため、南北朝合一による事実上の廃太子であるともいえる。後に護聖院宮家を興し、子孫は幕府に順応的な態度を取った。